# Jardín Botánico de Kyneton
El Jardín Botánico de Kyneton (inglés: Kyneton Botanical Gardens) es un jardín botánico y arboreto en Kyneton, Victoria, Australia. Tiene una extensión de 15 ha de jardines paisajistas. 
El código de identificación internacional del "Kyneton Botanical Gardens" como miembro del "Botanic Gardens Conservation Internacional" (BGCI), así como las siglas de su herbario es KYNET.

## Localización e información
Se encuentra a unos 85 km al noroeste de Melbourne.
Kyneton Botanical Gardens Mollison St, Kyneton, Vic 3444, Australia.
Planos y vistas satelitales.37°8′25.08″S 144°31′19.9194″E / -37.1403000, 144.522199833
El jardín botánico está abierto todos los días del año.

## Historia
El sitio actual no era el terreno original reservado para el jardín botánico. El sitio original era 2.5 acres junto al "Mechanics Institute" en el centro de la ciudad (la concesión, con fecha de marzo de 1858, se refiere a los jardines experimentales). Sin embargo, en mayo de 1858 el consejo convino que este sitio era "absolutamente inadecuado para ese propósito" y aplicado por el gobierno para un área limitada por las calles "Mollison St", "Powlett St", "Clowes St" y el río Campaspe. 
El 9 de agosto de 1858 un área casi rectangular de 18 acres (de 450m por 185m) fue reservada temporalmente como los jardines públicos; esta se reservó permanentemente el 5 de agosto de 1867. La concesión de la tierra del gobierno se fecha en 1880. 
La disposición original para los jardines fue diseñada por "Stuart Murray", ingeniero local que se alcanzó un gran reconocimiento al diseñar los sistemas de irrigación del Estado. Ganó un premio de £15 en marzo de 1861 por su diseño "Nature and Art", uno de cuatro planes sometidos a concurso organizado por el consejo. Se ha perdido este plan y no hay evidencia de que fuera ejecutado realmente: el consejo se estremeció por los costes y la extensión de los senderos y las plantaciones de árboles. De hecho, en abril de 1861 fue recomendado que una parte de los jardines fuera cerrada y plantada con patatas. 
Un artículo periodístico del 23 de mayo de 1885 indicaba que los jardines fueron diseñados por Edward Latrobe Bateman, quien diseñó muchos de los jardines de Victoria. No hay evidencia para apoyar esto; ni una ni otra es la cualquier evidencia para demostrar que los jardines fueron diseñados por Ferdinand von Mueller, curador del Real Jardín Botánico de Melbourne (como se expone en un artículo periodístico de 1962 y en una guía reciente de los jardines). El primer mapa sabido de los jardines, demostrando los extensos senderos (sobre todo grava en aquel momento), es el mapa de 1937 de la autoridad del alcantarillado de Kyneton. 

## Colecciones
El 10 % de las plantas de las colecciones son nativas de la flora australiana.
Los árboles son sin duda el punto culminante de este jardín. Hay varios cientos de árboles en total, con muchos de ellos en su madurez. Los árboles de diecisiete especies cultivados en los jardines se encuentran actualmente catalogados por la "National Trust of Australia" (Confianza Nacional de Australia), de los cuales tres tienen una gran importancia a nivel del Estado: la rara palma de vino chilena (Jubaea chilensis), que raramente se desarrolla en un clima tan fresco; el laurel portugués variegado (Prunus lusitanica 'variegata'); y un encino de costa (Quercus agrifolia). 
Hay por lo menos 13 especies o variedades de roble (Quercus), 10 de olmo (Ulmus), 8 de fresnos (Fraxinus), y 7 de espinos albar (Crataegus). Al igual que muchos jardines de época Victoriana, hay una gran presencia de coníferas, incluyendo especímenes múltiples de cedros (atlas, atlas azul y Deodar), de secoyas, de abeto de Douglas, seis especies de pinos, nueve de cipreses y representantes de varias otras especies. Hay varios especímenes de pino blanco de los Himalayas (Pinus wallachiana), actualmente poco frecuentes en cultivo, y los únicos ejemplos conocidos en Australia de (Quercus virginiana) y del fresno (Fraxinus americana) fuera del Real Jardín Botánico de Melbourne. 
Algunos de los árboles fueron plantados para conmemorar acontecimientos especiales, incluyendo un roble inglés (Quercus robur) en uno de los jubileos de la reina Victoria de Inglaterra; un roble argelino (Quercus canariensis) para conmemorar la unión de Edward, Príncipe de Gales y Alexandra, plantado el 19 de mayo de 1863 y nombrado como el árbol de la reina en honor de la reina Victoria (una fresno y un pino también fueron plantados en ese día); un roble inglés en la coronación de Eduardo VII y de Alexandra en 1902; un roble argelino en el cumpleaños de princesa Elizabeth el 23 de junio de 1947; un arce de plata (Acer saccharinum) plantado en 1986 para conmemorar el 150.º aniversario del estado de Victoria; un roble (Quercus dentata) el 8 de septiembre de 1988 por el bicentenario de Australia; y un roble rojo de oro (Quercus rubra aurea) en 1990 para el 125.º aniversario del condado de Kyneton (muerto, y reemplazado en 2007).